# Хюгес, Барт

Хюгес проводит самотрепанацию (1965)

Хюго Барт Хюгес (23 апреля 1934 — 30 августа 2004) — голландский библиотекарь, сторонник трепанации. Учился в медицинской школе Амстердамского университета, но не получил степень из-за его пропаганды марихуаны. Работал в Королевском тропическом институте.
В 1964 году он опубликовал работу «Механизм объема мозгового кровотока» (также известную как Homo Sapiens Correctus), в которой предположил, что трепанация может использоваться для улучшения мозговой деятельности благодаря изменению соотношения крови и спинномозговой жидкости. Хюгес считал, что когда человек перешёл на прямохождение, высоко поднятая голова стала причиной ухудшения снабжения головного мозга кровью. Трепанация должна была способствовать притоку и оттоку крови из мозга, улучшая его состояние.
6 января 1965 года с помощью электрической бормашины с ножным приводом Хюгес просверлил отверстие в своём черепе. Он также опубликовал работу Trepanation: A Cure for Psychosis, в которой представил развёрнутое изложение своей теории. В 1972 году вышла автобиографическая книга The Book With The Hole.
Публикации Хюгеса побудили британца Джозефа Меллена также провести самотрепанацию, ход и результаты которой он изложил в книге Bore Hole. Хюгес скончался 30 августа 2004 года в возрасте 70 лет от болезни сердца. Похоронен на кладбище Зоргвлид.